# Sombre Nuit
 (février 2015).
| Audio externe | |
|               | Vous entendrez peut-être " Sombre Nuit (Dark Night)" dans l'album "Songs of the Steppes" interprété par Sidor Belarsky avec John Serry et l'Orchestre Mischa Borr en 1947. Icic |

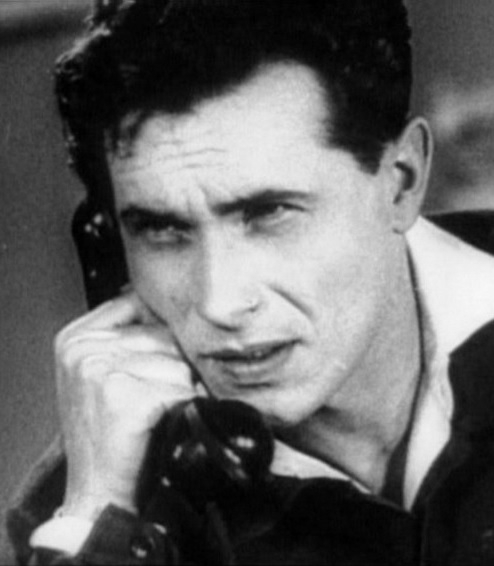
Photo de Mark Bernes en 1937 à Krasovsky.

Sombre Nuit (en russe : Тёмная ночь / Tiomnaïa notch) est une chanson soviétique composée par Nikita Bogoslovski sur des paroles de Vladimir Agatov (ru). Elle fut écrite en 1943 pour le film Deux combattants (Два бойца / Dva boïtsa) du réalisateur Leonid Loukov.
Sombre Nuit ainsi qu’une autre chanson, Odessa, Kostia !, également interprétée par Mark Bernes dans le film, sont devenues des chansons populaires immanquablement associées à la Grande Guerre patriotique et à la résistance courageuse des peuples formant alors l’Union soviétique.
Le chanteur Ivan Rebroff a enregistré Sombre Nuit (transcrit à l'allemande Tjomnaja Notsch) pour la première fois en 1973, elle figure sur l'album Mein altes Russland (« Ma Vieille Russie ») et sur le CD Stenka Rasin.